# 裁判所 (地方制度)
地方制度としての裁判所（さいばんしょ）は、1868年（慶応4年）に、京都の新政府が諸藩に属さない直轄地を治めるために設けた役所である。旧幕府の奉行所等が管轄していた民政、裁判等の事務を行うものであり、三権分立の立場で司法権を行使する裁判所とは性格が異なる。

## 概要
この裁判所は、江戸幕府の奉行所と郡代支配所の機能を引き継ぎ、当座の統治の空白を埋める必要から設けられたものである。設置の当初は戊辰戦争の最中で、新潟、佐渡、箱館は新政府の支配の外にあった。
政府は、裁判所に総督と副総督を置いた。慶応4年（1868年）1月27日に大坂に設けたのを初めとして、個別に総督、副総督の任命を発令し、同年4月までに12の裁判所を設けた。大坂、兵庫、長崎、大津、京都、横浜、箱館、新潟、佐渡、笠松、府中、三河である。
政府は、同年閏4月21日に政体書を出して、府藩県三治制を敷くことを布告した。これに従って、各裁判所は順次、府または県に変更されていった。
江戸には同年5月に江戸府 を置いたものの、上野戦争後に江戸鎮台を設置し  、このとき旧幕府の寺社奉行所は社寺裁判所（しゃじさいばんしょ）、町奉行所は市政裁判所（しせいさいばんしょ）、勘定奉行所は民政裁判所（みんせいさいばんしょ）と改め、江戸鎮台がこれら三つの裁判所を管した    。
同年7月に鎮台府を鎮将府に改めて   それ以後に社寺・市政・民政の各裁判所は廃止され  、鎮将府が管轄する駿河以東13か国の府藩県に順次その事務を移した     。

## 裁判所の一覧
日付はすべて1868年（慶応4年）。前身は管轄地域を基準としたものであり、新政府の布告等により廃止及び設置の関係が示された機関ではないものもある。下記のほか、神奈川裁判所の下に戸部裁判所（内務担当）、横浜裁判所（外務担当）が置かれた。
京都では裁判所の設置に先んじて慶応3年12月9日、王政復古に伴い山城・大和・近江・丹波の司法を管轄する京都町奉行が廃止された。12月14日に膳所藩、篠山藩、亀山藩の3藩が市中取締を命じられ、15日に京都市中取締所が設置された。16日に新政府参与の田宮如雲が責任者となり、21日に伏見取締を兼務した。翌年2月21日に亀山藩が役を外れ、3月4日に加わった多度津藩が後に高須藩に替わった。3月3日に京都市中取締役所は京都裁判所に改名され、3月8日に市中取締役は京都裁判所に附属する通達が出されている。
| 裁判所名     | 前身       | 設置日  | 廃止日    | 歴代総督                                          | 後身            |
| ------------ | ---------- | ------- | --------- | ------------------------------------------------- | --------------- |
| 大坂裁判所   | 大坂町奉行 | 1月27日 | 5月2日    | 醍醐忠順                                          | 大阪府          |
| 兵庫裁判所   | 兵庫奉行   | 2月2日  | 5月23日   | 東久世通禧（3月19日まで） 醍醐忠順（3月19日から） | 兵庫県          |
| 長崎裁判所   | 長崎奉行   | 2月2日  | 5月4日    | 澤宣嘉                                            | 長崎府          |
| 京都裁判所   | 京都町奉行 | 2月19日 | 閏4月29日 | 万里小路博房                                      | 京都府          |
| 大津裁判所   | 大津代官   | 3月7日  | 閏4月25日 | 長谷信篤                                          | 大津県          |
| 横浜裁判所   | 神奈川奉行 | 3月19日 | 4月20日   | 東久世通禧                                        | 神奈川裁判所    |
| 神奈川裁判所 | 横浜裁判所 | 4月20日 | 6月17日   | 東久世通禧                                        | 神奈川府        |
| 箱館裁判所   | 箱館奉行   | 4月12日 | 閏4月24日 | 仁和寺宮嘉彰親王（辞退） 清水谷公考               | 箱館府          |
| 笠松裁判所   | 美濃郡代   | 4月15日 | 閏4月25日 | 大原重徳                                          | 笠松県          |
| 新潟裁判所   | 新潟奉行   | 4月19日 | 5月23日   | 四条隆平                                          | 越後府（第1次） |
| 府中裁判所   | 生野代官   | 4月19日 | 閏4月28日 | 西園寺公望（4月5日まで）                          | 久美浜県        |
| 佐渡裁判所   | 佐渡奉行   | 4月24日 | 9月2日    | 滋野井公寿（7月6日まで）                          | 佐渡県（第1次） |
| 三河裁判所   | 中泉代官   | 4月29日 | 6月9日    | 平松時厚（6月2日まで）                            | 三河県          |